# 아뤼나 댕단
아뤼나 댕단(프랑스어: Aruna Dindane, 1980년 11월 26일, 아비장 ~) 은 코트디부아르의 전 축구 선수로, 포지션은 스트라이커이다.

## 축구인 경력

### 선수 경력
댕단은 아비장에서 태어나, ASEC 미모사 (ASEC Mimosas)에서 선수 생활을 시작하였다. 1999년, 댕단은 13골을 넣으면서 코트디부아르 리그 득점왕에 올랐고, 2000년 여름에 벨기에 주필러 리그의 RSC 안데를레흐트로 이적하였다. 그는 팀이 두 번의 벨기에 주필러 리그 우승 (2001년, 2004년) 과 두 번의 벨기에 슈퍼컵 우승 (2000년, 2001년) 에 공헌하였고, 2003년에는 벨기에 리그의 최우수 아프리카 선수에게 선사하는 에보니 슈와 주필러 리그 최우수 선수에게 선사하는 골든 슈를 양쪽 다 수여받았다. 2005년 6월, 리그 1의 RC 랑스와 계약하였으며, 2009년 8월에는 잉글랜드 프리미어리그의 포츠머스에 일 년간 임대되었다.
임대 복귀 후 카타르의 레크위야로 이적하여 2시즌 간 활약한 후 알가라파로 이적하였다. 하지만 큰 인상을 남기지 못하고 반 시즌만에 승격 팀인 알사일리야로 이적하였다.

### 국가대표 경력
코트디부아르 축구 국가대표팀에서는 2000년, 르완다와의 경기에서 대표팀에 데뷔하였고, 참가한 국제 대회로는 2006년 아프리카 네이션스컵, 2006년 FIFA 월드컵, 2008년 아프리카 네이션스컵이 있다. 특히 2006년 FIFA 월드컵에서는 이미 2연패로 탈락했지만, 마지막 경기였던 세르비아 몬테네그로를 상대로 2득점을 성공시키며, 코트디부아르의 FIFA 월드컵 진출 이래 첫 승리에 공헌한 바 있다. 그 날 코트디부아르는 댕단의 2골과 보나방튀르 칼루의 1골을 합작하여, 세르비아 몬테네그로에게 3:2 승리를 거두었다. 이 활약으로 댕단은 이 경기의 맨 오브 더 매치에 선정되었다.

## 경력
- 2002년 아프리카 네이션스컵 국가대표
- 2006년 아프리카 네이션스컵 국가대표
- 2006년 FIFA 월드컵 국가대표
- 2008년 아프리카 네이션스컵 국가대표
- 2010년 아프리카 네이션스컵 국가대표
- 2010년 FIFA 월드컵 국가대표

## 수상
코트디부아르
- 2006년 아프리카 네이션스컵 준우승
- 2006년 FIFA 월드컵 조별리그 맨 오브 더 매치 (vs 세르비아 몬테네그로)
- 2008년 아프리카 네이션스컵 4위